# Антилопа (ЗРК)
Antelope — тайваньский зенитный ракетный комплекс малой дальности, находящайся на вооружении армии Китайской Республики.

## Описание
«Антилопа» использует батарею из четырёх ракет «Sky Sword I» (TC-1), установленных на колесном транспортном средстве (например, грузовик или HMMWV). Может использоваться как автономная система точечной обороны или как часть интегрированной системы ПВО района.
«Антилопа» в совокупности включает в себя компоненты наведения, управления, связи, а также сами ракеты. Разработка ракеты началась в 1995 году в рамках программы разработки ракеты «Тяньцзянь-I». Точный радиус действия ЗРК «Антилопа» по разным данным составляет 9 км, 18 км, и "4 мили". Экипаж состоит из двух человек. Системой можно управлять из кабины грузовика или с помощью мобильной консоли управления, которая может располагаться на расстоянии до 70 м от транспортного средства, что повышает безопасность и выживаемость экипажа.
Ракеты TC-1L используют инфракрасное наведение, а сама система по конструкции похожа на американскую систему «Чапарэл», которая исторически была основой тайваньской сети ЗРК. Ракеты можно использовать для перехвата низколетящих вертолётов, истребителей, штурмовиков и бомбардировщиков. Система может поражать цели на ходу.

### Радар CS/MPQ-78
Радар CS/MPQ-78 был разработан в начале 1990-х годов и представляет собой 3-мерный импульсно-доплеровский радар с возможностью полного обзора и поражения целей. Максимальная дальность действия радара составляет 46,3 км, а потолок — 30.480 м.